# Aparelho (política)
Aparelho, no contexto da ditadura militar no Brasil, referia-se a um local (apartamento ou casa) usado como refúgio por uma "célula" (grupo de ativistas  com ideal e atuação afins) de organização política clandestina e servindo também para a realização de reuniões, guarda de material de propaganda, dinheiro, armas, etc. Cada célula era hierarquicamente organizada, dotada de comando próprio (mais ou menos autônomo) e integrada à hierarquia do partido ou organização clandestina do qual fazia parte.
Atualmente, o termo "aparelhamento"  aplica-se à tomada de controle de órgãos ou setores da administração pública por representantes de grupo de interesses corporativos ou partidários, mediante a ocupação de postos estratégicos das organizações do Estado, de modo a colocá-las a serviço dos interesses do grupo.
Também se aplica à utilização de militantes ligados a um grupo político dentro de associações da sociedade civil, com vistas a corrompê-las direcionando os interesses de tais grupos em favor de interesses alheios àqueles para as quais as associações foram inicialmente criadas, implicando na cooptação de tais grupos em favor de um projeto de poder. 